# フェニルアジド
フェニルアジドは、化学式：C6H5N3で表される有機化合物である。アジ化物にフェニル基を結合した形状をしている。C-N=Nの角度は120°である。刺激臭がある。

## 合成
フェニルヒドラジンを亜硝酸によってジアゾニウム化して製造する。
C6H5NHNH2  +  HNO2  → C6H5N3  +  2 H2O
なお、爆発の危険性があるため、製造や精製の際には温度管理などを考慮し、製造後は冷暗所で数週間程度保存できる。